# Jaskinia na Wrzosach Północna
Jaskinia na Wrzosach Północna lub Schronisko na Wrzosach Północne – jaskinia w dolinie Wrzosy na Wyżynie Olkuskiej będącej częścią Wyżyny Krakowsko-Częstochowskiej. Należy do wsi Rybna, w województwie małopolskim, w powiecie krakowskim, w gminie Czernichów.

## Opis obiektu
Jaskinia znajduje się w należącym do Rybnej przysiółku Wrzosy, wysoko nad lewym brzegiem potoku Rudno, w północnej części grupy skał (skale Kuźnia. Ma otwór wejściowy o szerokości 5 m i wysokości 6 m, przedzielony skalnym filarem. Główną część jaskini tworzy duża komora o wysokości do 10 m z zaklinowanymi blokami skalnymi tworzącymi rodzaj półki. Od północnego końca komory odchodzi niedostępna dla człowieka szczelina wychodząca na powierzchnię skały. U podstawy tylnej części komory jest także niski, ciasny, błotnisty i ślepo zakończony w głębi skał korytarz. Ponadto w głąb skał prowadzi korytarz długości 7 m, przechodzący w rozszerzenie na szczelinie skalnej. Dla człowieka dostępny jest tylko krótki odcinek tej szczeliny.
Jaskinia powstała w wapieniach z okresu jury późnej na dwóch równoległych szczelinach. Łączy je korytarz, który powstał wskutek przepływu wody. Namulisko zostało usunięte podczas badań archeologicznych. Obecnie na dnie komory znajduje się cienka tylko warstwa gliny i skalnego gruzu, w korytarzyku na końcu jaskini z dodatkiem współczesnych szczątków kości zwierząt. Nacieków brak. Komora jest sucha i oświetlona światłem słonecznym. Na jej ścianach rozwijają się porosty, glony, mchy (miechera Bessera Neckera besseri, miechera spłaszczona Neckera complanata) i paproć zanokcica skalna Asplenium ruta‑muraria. Głębsze partie jaskini są wilgotne i ciemne. Licznie występują pająki sieciarze jaskiniowe Meta menardi.
W tej samej grupie skał w dolinie Wrzosy znajduje się jeszcze Jaskinia Mała na Wrzosach i Jaskinia na Wrzosach Południowa.

## Historia poznania i eksploracji
Jaskinia znana jest od dawna. Prawdopodobnie po raz pierwszy opisał ją Gotfryd Ossowski, który w 1880 r. prowadził w niej badania archeologiczne, w trakcie których usunął namulisko o grubości 1,6 m. Stanisław Jan Czarnowski w 1911 r. oznaczył ją (i inne w pobliżu) na mapie jako „Jaskinie na Wrzosach”. W 1951 r. Kazimierz Kowalski opisał jaskinię, sporządził jej plan, a także opisał wyniki badań archeologicznych. Podaje, że G. Ossowski znalazł w jaskini krzemienne resztki, szczątki zwierząt plejstoceńskich, wykonane z kości narzędzia oraz kawałki glinianych naczyń. W marcu 1999 r. J. Baryła i M. Szelerewicz podali jej plan, opis inwentarzowy i nazwę – Schronisko na Wrzosach Północne. 

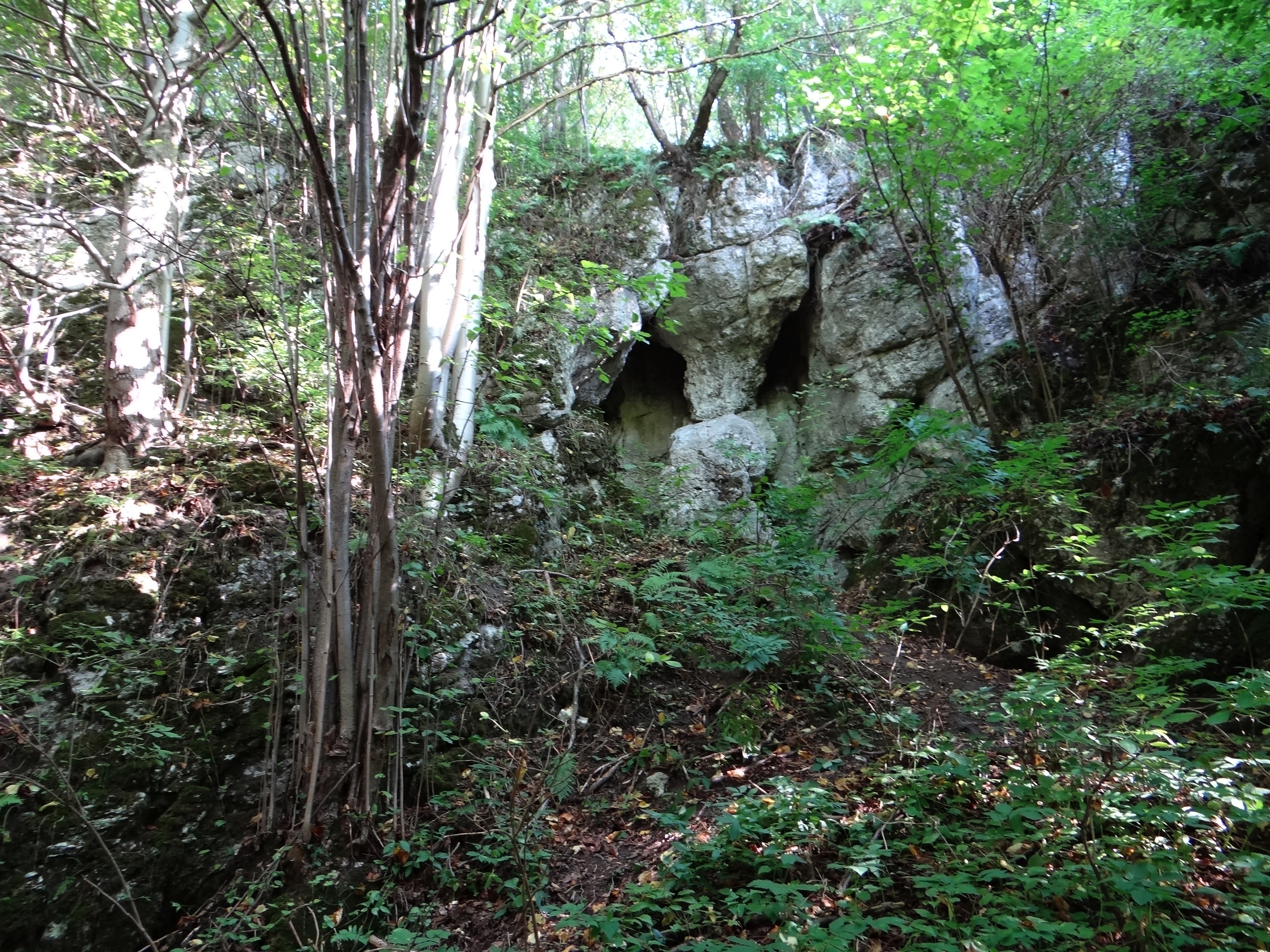
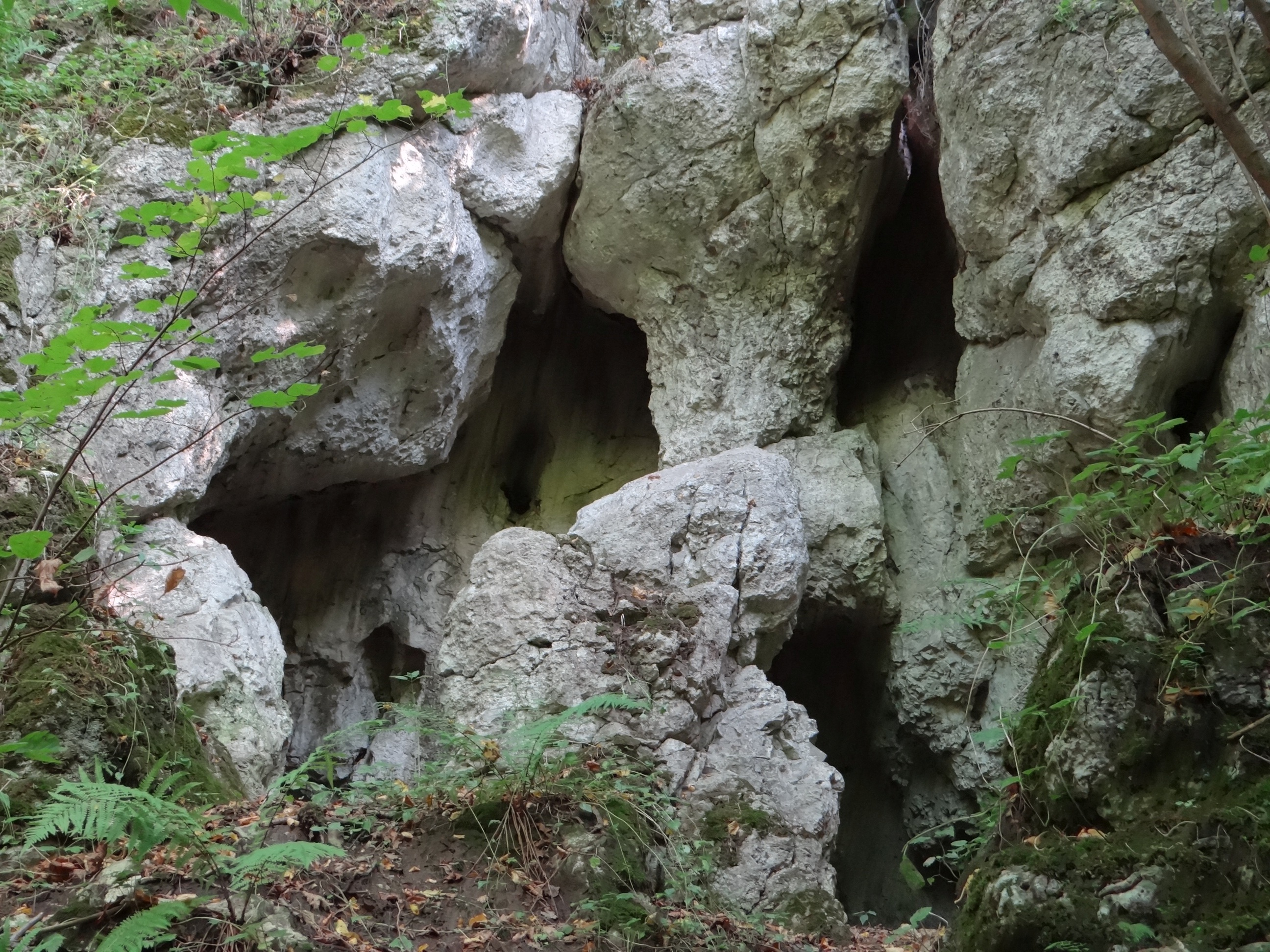
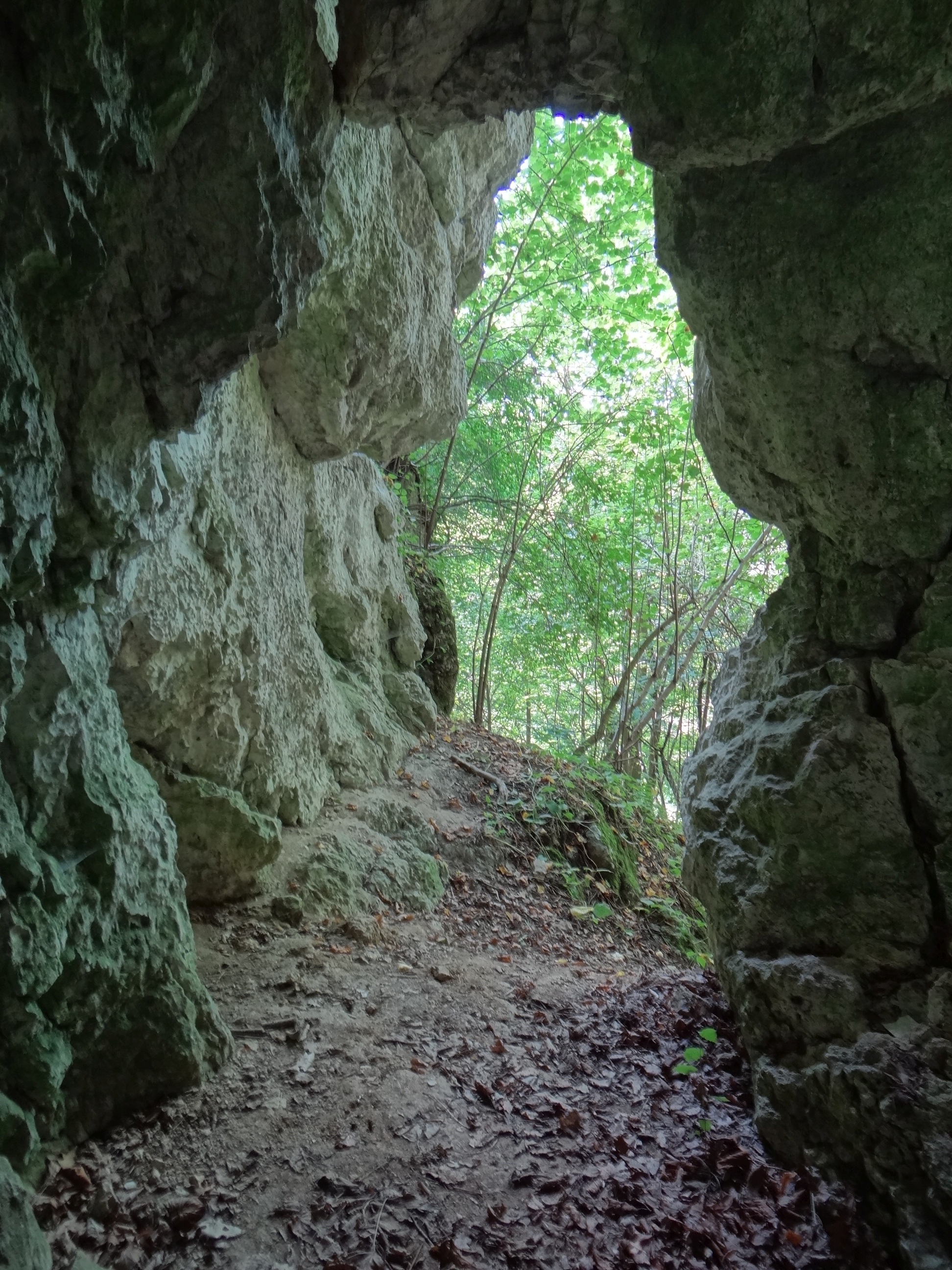
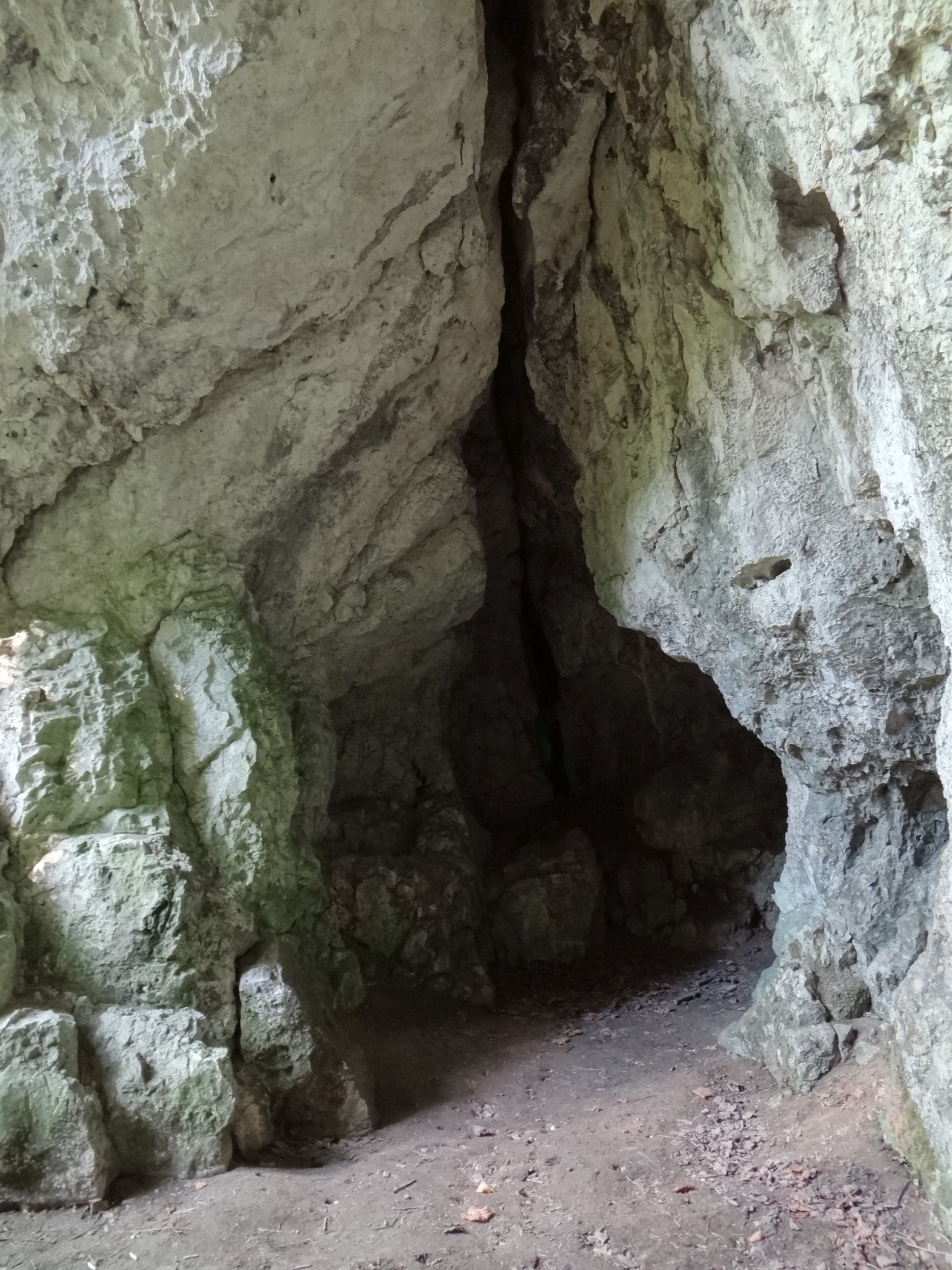
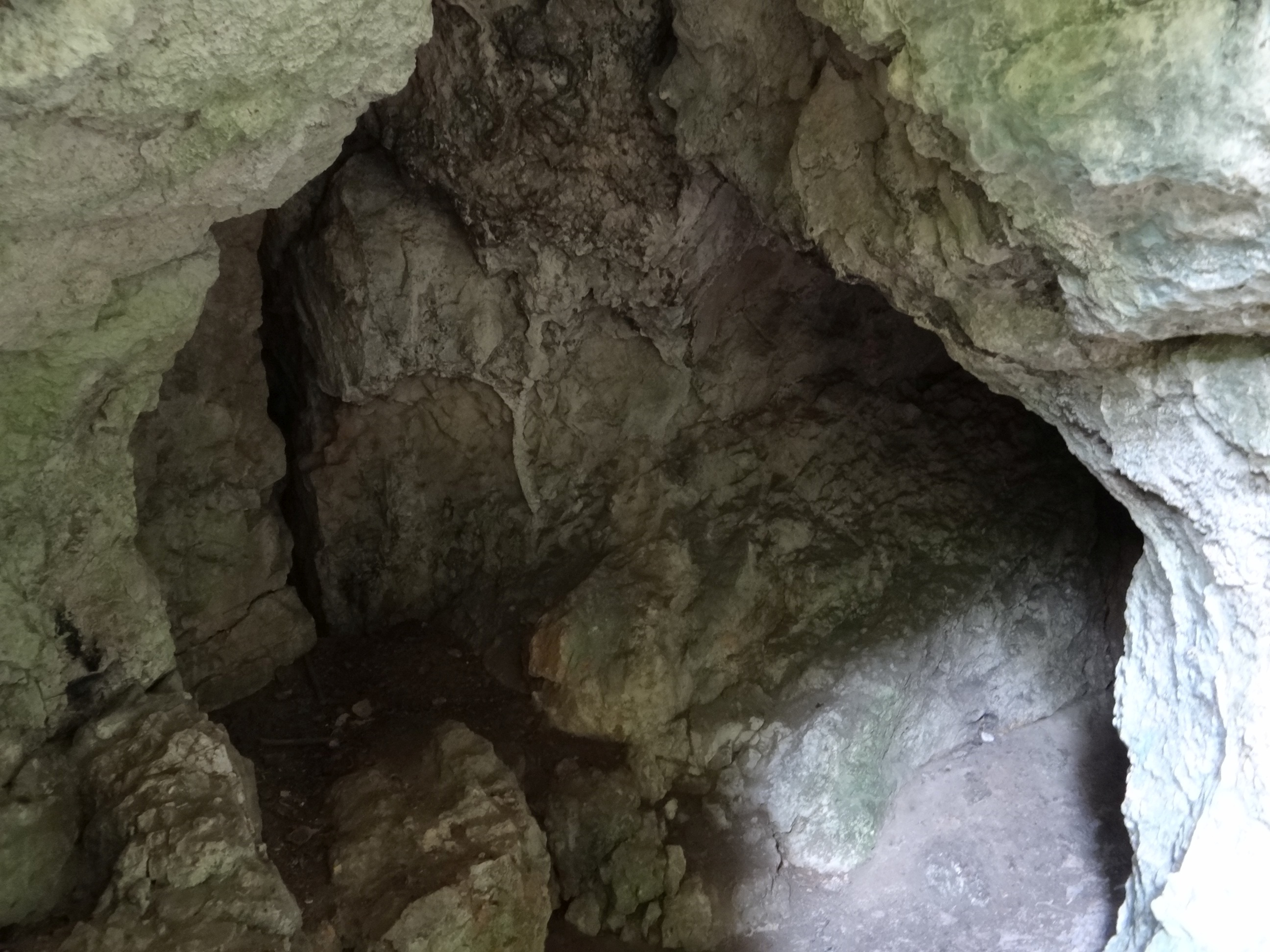
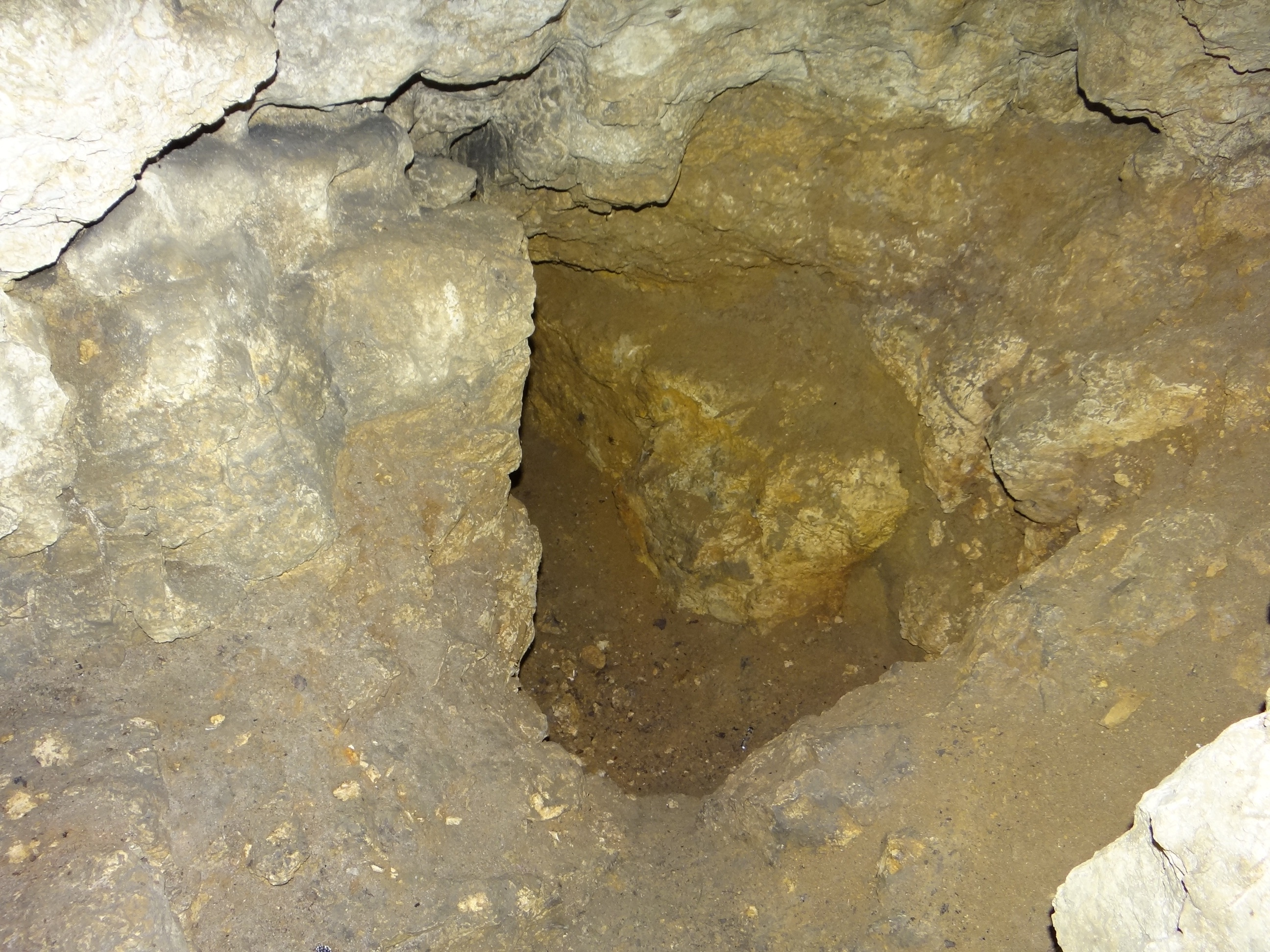
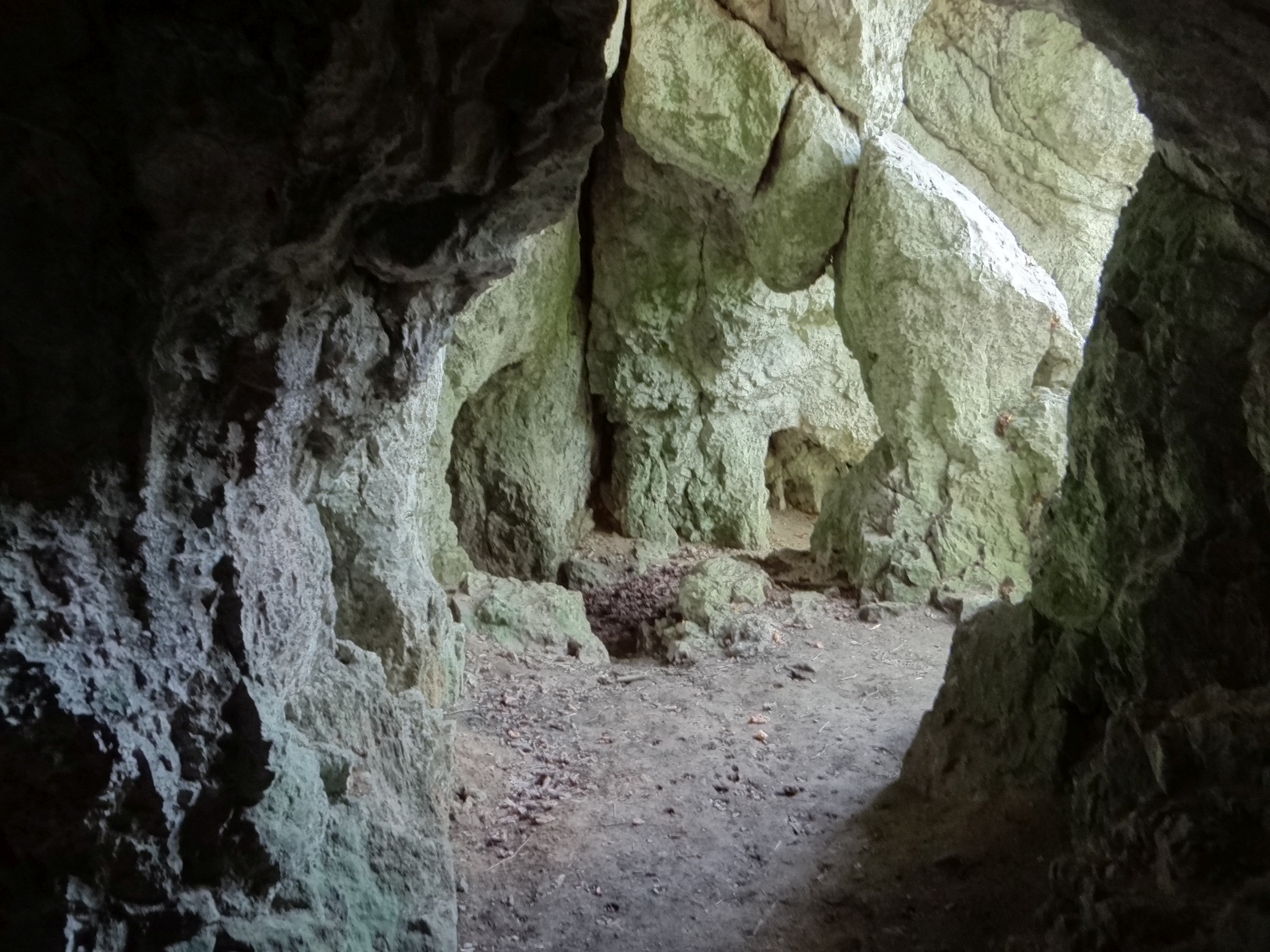